# Still Not Black Enough
Still Not Black Enough – album amerykańskiego zespołu heavymetalowego W.A.S.P., który został wydany w 1996 roku.

## Lista utworów
1. Still Not Black Enough – 4:02
2. Skinwalker – 3:59
3. Black Forever – 3:17
4. Scared to Death – 5:03
5. Goodbye America – 4:47
6. Somebody to Love – 2:50
7. Keep Holding On – 4:04
8. Rock and Roll to Death – 3:45
9. I Can't – 3:07
10. No Way Out of Here – 3:39
11. One Tribe – 4:59

Dwa utwory, które pojawiły się w amerykańskiej bonusowej wersji:
1. Tie Your Mother Down (Brian May) – 3:39 (cover Queen)
2. Whole Lotta Rosie (Angus Young, Malcolm Young, Bon Scott) – 3:59 (cover AC/DC cover)

## Wykonawcy
- Blackie Lawless – śpiew, gitara elektryczna, rytmiczna, keyboard
- Bob Kulick – gitara elektryczna
- Frankie Banali – perkusja